# Teatro Lope de Vega (Sevilla)
El Teatro Lope de Vega de Sevilla està situat a l'avinguda de María Luisa (dins el Parc María Luisa). Va ser construït el 1929, per l'arquitecte Vicente Traver y Tomás. Constituí, amb el Casino, el Pavelló de la Ciutat de Sevilla per a l'Exposició Iberoamericana celebrada aquell any. El teatre tenia una superfície de 4.600 m² i podia acollir 1.100 espectadors. És d'estil neobarroc. El 1936 el sostre va patir un incendi que en va destruir la làmpada del centre i totes les butaques. El 1980 va passar a ser de titularitat municipal.
El 2023 va tencar en conseqüència d'un report que en va atestar el mal estat.